# Укрспецэкспорт
Укрспецэкспорт (Укрспецекспорт) — украинская государственная компания, которая обладает монопольным правом осуществлять экспорт и импорт продукции и услуг военного и двойного назначения.

## История
Создана в 1996 году в результате объединения трёх государственных компаний.
В июле 1998 года в составе ГК «Укрспецэкспорт» была создана компания «Спецтехноэкспорт».
По состоянию на начало декабря 1999 года, Украина поддерживала военно-техническое сотрудничество с 70 странами мира и продавала вооружение, военную технику и боеприпасы в более чем 50 стран мира.
10 декабря 2003 года по приказу генерального директора «Укрспецэкспорта» Валерия Шмарова, количество дочерних фирм компании уменьшилось с пяти до трёх. Были ликвидированы «Промоборонэкспорт» и «Спецтехноэкспорт», оставлены «Прогресс», «Укроборонсервис» и «Укринмаш»
В 2010 включена в состав государственного концерна «Укроборонпром».
В 2010 году объём торгово-посреднической деятельности ГК «Укрспецэкспорт» и её дочерних предприятий составил 956,7 млн долл., и по объёмам продаж вышла на 12 место среди экспортёров вооружения, военной техники. Основную часть проданного составляла советское оружие, главными импортёрами являлись страны Африки.
В январе 2011 года «Укрспецэкспорт» сорвал сроки выполнения заключённого в 2009 году контракта на поставку бронетранспортёров БТР-4 и шести самолётов Ан-32 для Ирака. Первая партия техники (26 БТР-4, тренажёры для обучения экипажей и др.) была поставлена в марте 2011. В дальнейшем, выполнение контракта затянулось, а в 2013 году Ирак отказался принять и вернул Украине 42 бракованных БТР-4, имевших трещины в корпусе.
2 февраля 2011 года Кабинет Министров Украины принял постановление № 62, в соответствии с которым компания получила право на производство гражданского оружия и боеприпасов к нему.
В 2011 году объём торгово-посреднической деятельности ГК «Укрспецэкспорт» и её дочерних предприятий составил 1,005 млрд долларов США. Большая часть проданных изделий была спроектирована и произведена ещё в СССР. Главными импортёрами, как и в 2010, остались страны Африки.
В 2012 году объём торгово-посреднической деятельности государственной компании «Укрспецэкспорт» и её дочерних предприятий составил 1,024 млрд долларов США и стал крупнейшим за все 16 лет деятельности компании. 80 % проданного и поставленного оружия было произведено в СССР, объём оружия украинского производства не превышал 20 %.
По итогам первых девяти месяцев 2014 года, прибыль компании составила 44,015 млн гривен (уменьшилась на 5,85 % в сравнении с аналогичным периодом 2013 года)

## Коррупционные скандалы
По сообщению международной организации Transparency International украинская госкорпорация «Укрспецэкспорт» связана с коррупционными схемами в оборонном секторе экономики страны (см. коррупция на Украине). Например, в 2007—2008 годах внимание привлекла многомиллионная сделка по продаже реактивных самолётов МиГ-27 военно-воздушным силам Шри-Ланки. По условиям сделки 14,6 миллиона долларов должны были быть переведены в оффшрную компанию Bellimissa Holdings Ltd за приобретение четырёх старых МиГ-27 и за капитальный ремонт других четырёх. Вопросы вызвало то, что эти же самые самолёты были отвергнуты ВВС Шри-Ланки в 2000 году, когда они были значительно менее изношенными, однако были куплены в 2006 по значительно более высокой цене.
26 января 2013 года в аэропорту Астаны были задержаны два сотрудника «Укрспецэкспорта», предлагавшие взятку в размере 200 тыс. долларов США руководителю главного управления вооружений министерства обороны Казахстана А. Асенову «за реализацию проектов», они были осуждены на шесть лет тюремного заключения, но в декабре 2013 года переданы Украине.
10 октября 2013 года сотрудники оперативно-следственной группы СБУ при поддержке спецподразделения «Альфа» провели выемку документов в госкомпаниях «Укрспецэкспорт» и «Укроборонсервис», входящих в ГК «Укроборонпром» по делу о незаконной продаже оружия.

## Филиалы
- Государственное предприятие «Специализированная внешнеторговая фирма „Прогресс“»
- Государственная хозрасчетная внешнеторговая и инвестиционная фирма «Укринмаш»
- Государственное предприятие «Укроборонсервис»
- Государственное хозрасчетное внешнеторговое предприятие «Спецтехноэкспорт»
- Государственное внешнеторговое и инвестиционное предприятие «Промоборонэкспорт»
- Государственное предприятие «Внешнеторговая фирма „Таско-экспорт“»